# مونيفا
بلدية مونيفا (بالإسبانية: Moneva) هي بلدية تقع في مقاطعة سرقسطة التابعة لمنطقة أراغون شمال شرق إسبانيا.

## الديموغرافيا
بلغ عدد سكان بلدية مونيفا 129 نسمة عام 2011 (وفقاً للمعهد الوطني الإسباني للإحصاء).
| 127 | 111 | 138 | 103 | 96 | 128 | 129 |